# Lijst van 3FM Megahits in 2016
Deze hits waren in 2016 3FM Megahit op NPO 3FM:
| Nr.  | Week    | Artiest                                                     | Titel                                                       | Hoogste positie in de 3FM Mega Top 50                       |
| ---- | ------- | ----------------------------------------------------------- | ----------------------------------------------------------- | ----------------------------------------------------------- |
| 1137 | Week 1  | Justin Bieber                                               | Children                                                    | 23                                                          |
| 1138 | Week 2  | HONNE                                                       | Gone Are the Days                                           | 30                                                          |
| 1139 | Week 3  | Jack Garratt                                                | Breathe Life                                                | 43                                                          |
| 1140 | Week 4  | Blossoms                                                    | Charlemagne                                                 | 40                                                          |
| 1141 | Week 5  | Dua Lipa                                                    | Be the One                                                  | 1(4wk)                                                      |
| 1142 | Week 6  | Twenty One Pilots                                           | Stressed Out                                                | 3                                                           |
| 1143 | Week 7  | De Staat                                                    | Make the Call, Leave It All                                 | 39                                                          |
| 1144 | Week 8  | The 1975                                                    | Love Me                                                     | 34                                                          |
| 1145 | Week 9  | DNCE                                                        | Cake by the Ocean                                           | 9                                                           |
| 1146 | Week 10 | Douwe Bob                                                   | Slow Down                                                   | 4                                                           |
| 1147 | Week 11 | Riton & Kah-Lo                                              | Rinse & Repeat                                              | 19                                                          |
| 1148 | Week 12 | Sue The Night                                               | The World Below                                             | 35                                                          |
| 1149 | Week 13 | Son Mieux                                                   | Even                                                        | 48                                                          |
| 1150 | Week 14 | Dazzled Sticks                                              | De Tunnel                                                   | 40                                                          |
| 1151 | Week 15 | Alex Vargas                                                 | Shackled Up                                                 | 37                                                          |
| 1152 | Week 16 | Tom Odell                                                   | Magnetised                                                  | 23                                                          |
| 1153 | Week 17 | The Strumbellas                                             | Spirits                                                     | 40                                                          |
| 1154 | Week 18 | Beyoncé                                                     | Hold Up                                                     | 22                                                          |
| 1155 | Week 19 | Red Hot Chili Peppers                                       | Dark Necessities                                            | 25                                                          |
| 1156 | Week 20 | Mr. Probz                                                   | Fine Ass Mess                                               | 17                                                          |
| 1157 | Week 21 | Twenty One Pilots                                           | Ride                                                        | 32                                                          |
| 1158 | Week 22 | Biffy Clyro                                                 | Animal Style                                                | 39                                                          |
| 1159 | Week 23 | Dua Lipa                                                    | Hotter than Hell                                            | 10                                                          |
| 1160 | Week 24 | Beck                                                        | Wow                                                         | 49                                                          |
| 1161 | Week 25 | Bastille                                                    | Good Grief                                                  | 14                                                          |
| 1162 | Week 26 | Amber Arcades                                               | Fading Lines                                                | geen notering                                               |
| 1163 | Week 27 | MØ                                                          | Final Song                                                  | 18                                                          |
| 1164 | Week 28 | Lil Wayne, Wiz Khalifa & Imagine Dragons                    | Sucker for Pain                                             | 31                                                          |
| 1165 | Week 29 | Anderson .Paak & T.I.                                       | Come Down                                                   | 33                                                          |
| 1166 | Week 30 | Major Lazer, Justin Bieber & MØ                             | Cold Water                                                  | 1(7wk)                                                      |
| 1167 | Week 31 | Oscar and the Wolf                                          | The Game                                                    | geen notering                                               |
| 1168 | Week 32 | Dotan                                                       | Shadow Wind                                                 | 14                                                          |
| 1169 | Week 33 | Chef'Special                                                | Amígo                                                       | 29                                                          |
| 1170 | Week 34 | Jett Rebel                                                  | Lucky Boy                                                   | 34                                                          |
| 1171 | Week 35 | Rondé                                                       | Why Do You Care                                             | 27                                                          |
| 1172 | Week 36 | Kensington                                                  | Do I Ever                                                   | 6                                                           |
| 1173 | Week 37 | Låpsley                                                     | Operator (DJ Koze Edit)                                     | 42                                                          |
| 1174 | Week 38 | Rag'n'Bone Man                                              | Human                                                       | 4                                                           |
| 1175 | Week 39 | The Weeknd & Daft Punk                                      | Starboy                                                     | 1(3wk)                                                      |
| 1176 | Week 40 | Tash Sultana                                                | Jungle                                                      | 41                                                          |
| 1177 | Week 41 | Phantogram                                                  | You Don't Get Me High Anymore                               | 38                                                          |
| 1178 | Week 42 | Mura Masa & A$AP Rocky                                      | Love$ick                                                    | geen notering                                               |
| 1179 | Week 43 | Bastille                                                    | Send Them Off                                               | 43                                                          |
| 1180 | Week 44 | Youngr                                                      | Out of My System                                            | 46                                                          |
| 1181 | Week 45 | LIV                                                         | Wings of Love                                               | geen notering                                               |
| 1182 | Week 46 | Orange Skyline                                              | Sound & Fury                                                | 49                                                          |
| 1183 | Week 47 | The xx                                                      | On Hold                                                     | 32                                                          |
| 1184 | Week 48 | Sigma & Birdy                                               | Find Me                                                     | 34                                                          |
| 1185 | Week 49 | Thomas Azier                                                | Talk to Me                                                  | 38                                                          |
| 1186 | Week 50 | Lucas Hamming                                               | Are You With Me                                             | 44                                                          |
| -    | Week 51 | Geen 3FM Megahit in verband met de 3FM Serious Request-week | Geen 3FM Megahit in verband met de 3FM Serious Request-week | Geen 3FM Megahit in verband met de 3FM Serious Request-week |
| -    | Week 52 | Geen 3FM Megahit in verband met de Top Serious Request-week | Geen 3FM Megahit in verband met de Top Serious Request-week | Geen 3FM Megahit in verband met de Top Serious Request-week |

1993 · 
1994 ·
1995 · 
1996 ·
1997 ·
1998 ·
1999 ·
2000 ·
2001 ·
2002 ·
2003 ·
2004 ·
2005 ·
2006 ·
2007 ·
2008 ·
2009 ·
2010 ·
2011 ·
2012 ·
2013 ·
2014 ·
2015 ·
2016 ·
2017 ·
2018 ·
2019 ·
2020 ·
2021 ·
2022 ·
2023 ·
2024 ·
2025